# Гроза (Чайковский)
Гроза (соч. посм. 76) ― увертюра (в контексте симфонической поэмы) в тональности ми минор, написанная Петром Чайковским в июне ― августе 1864 года. Работа была основана на пьесе «Гроза» драматурга Александра Островского. Эта же пьеса вдохновила Леоша Яначека на написание оперы «Катя Кабанова».

## История
«Буря» была первой значимой работой Чайковского, написанной им для оркестра. На момент сочинения произведения ему было всего 24 года. Он проводил лето в родовом имении князя Алексея Васильевича Голицына в Тростянце, недалеко от Сум. Композитор не счёл её достойной публикации, поэтому работа была обнародована лишь после его смерти. На это решение, возможно, повлияли Антон Рубинштейн, который не одобрил увертюру, и Герман Ларош, который сказал, что она представляет собой «музей антимузыкальных курьёзов».
Летом 1865–66 годов Чайковский переделал пьесу «Концертная увертюра до минор». Эта работа также не была исполнена или опубликована при жизни Чайковского.
«Буря» Чайковского впервые была исполнена уже после смерти композитора. Премьера состоялась в Санкт-Петербурге 7 марта 1896 года под управлением Александра Глазунова. Сочинение было опубликовано Митрофаном Беляевым как «соч. 76».
Концертная увертюра до минор была впервые исполнена в 1931 году в Воронеже под управлением Константина Сараджева
«Буря» имеет среднюю продолжительность в 13 минут. Произведение никак не связано с симфонической фантазией Чайковского с похожим именем «Буря» (соч. 18), написанным в 1873 году.